# 潘博利
潘博利（Panboli），是印度泰米尔纳德邦Tirunelveli县的一个城镇。总人口8530（2001年）。

## 人口
该地2001年总人口8530人，其中男性4239人，女性4291人；0—6岁人口935人，其中男501人，女434人；识字率65.92%，其中男性为75.21%，女性为56.75%。